# Bahamas Bowl 2014
Match suivant
Le Bahamas Bowl 2014 est un match de football américain de niveau universitaire joué le 24 décembre 2014 après la saison régulière de 2014 au Thomas Robinson Stadium de Nassau aux Bahamas.
La première édition du Bahamas Bowl a mis en présence les Hilltoppers de Western Kentucky issus de la Conference USA aux Chippewas de Central Michigan issus de la Conference Mid-American. 
Le match a débuté à 12:00 p.m EST et fut retransmis par ESPN.
Sponsorisé par la société Popeyes Louisiana Kitchen (franchise de restaurants spécialisés dans le poulet frit), l'évènement est officiellement baptisé le Popeyes Bahamas Bowl en date du 26 août 2014.
Le Bahamas Bowl de 2014 était le premier (et seul) bowl depuis 1937 à se jouer en dehors des États-Unis (si l'on excepte les International Bowls s'étant déroulés de 2007 à 2010 au Canada, au Rogers Centre de Toronto (Ontario).

## Présentation du match
Le match met en présence les Hilltoppers de Western Kentucky issus de la Conference USA aux Chippewas de Central Michigan issus de la Conference Mid-American. Il s'agit de la revanche du Little Caesars Pizza Bowl de 2012 qui avait vu la victoire des Chippewas de Central Michigan avaient gagné sur le score de 24 à 21.
Les Chippewas de Central Michigan terminent leur saison régulière sur une fiche de 7 victoires et 5 défaites. Les Hilltoppers de Western Kentucky terminent également leur saison régulière sur une fiche de 7 victoires et 5 défaites.
L'assistance au match est si faible que les organisateurs n'ont su publier rapidement le nombre exact de tickets vendus.  Les sections inférieures du stade qui se  trouvaient en plein soleil étaient presque désertes. Il n'y avait que quelques centaines de spectateurs groupés dans les rangées supérieures, celles-ci étant à l'ombre. Les petits stands derrière les deux zones d'en-but furent même occultées.

## Résumé du match
Début du match à 12:05 pm - Fin du match à 15:44 pm - Durée du match : 03H39 
Température : 26 °C - Vent : brise légère de SSE et de 13 km/h- Temps : Ensoleillé  
Arbitre principal : John McDaid

### Évolution du Score
Évolution du Score :
1er quart-temps :
- WKU - 11:23 - 11 jeux et 75 yds en 03:37 - TD par WR Jared Dangerfield à la suite de la réception d'une passe de 14 yds de QB Brandon Doughty + 1 pt de conversion par kicker Garrett Schwettman (WKU 7-0)
- CMU - 10:00 - 3 jeux et 75 yds en 01:23 - TD par WR Titus Davis à la suite de la réception d'une passe de 21 yds de QB Cooper Rush + 1 pt de conversion par kicker Brian Eavey (CMU 7-7)
- WKU - 08:07 - 6 jeux et 75 yds en 01:53 - TD par WR Joel German à la suite de la réception d'une passe de 12 yds de QB Brandon Doughty + 1 pt de conversion par kicker Garrett Schwettman (WKU 14-7)
- WKU - 01:13 - 9 jeux et 84 yds en 03:28 - TD par WR Antwane Grant à la suite de la réception d'une passe de 19 yds de QB Brandon Doughty + 1 pt de conversion par kicker Garrett Schwettman (WKU 21-7)

2e quart-temps :
- WKU - 10:03 - 10 jeux et 81 yds en 03:23 - TD par TE Mitchell Henry à la suite de la réception d'une passe de 16 yds de QB Brandon Doughty + 1 pt de conversion par kicker Garrett Schwettman (WKU 28-7)
- CMU - 02:55 - 12 jeux et 79 yds en 07:08 - TD par WR Courtney Williams à la suite de la réception d'une passe de 30 yds de QB Cooper Rush + 1 pt de conversion par kicker Brian Eavey  (CMU 14-28)
- WKU - 01:41 - 3 jeux et 69 yds en 01:14 - TD par WR Willie McNeal à la suite de la réception d'une passe de 55 yds de QB Brandon Doughty + 1 pt de conversion par kicker Garrett Schwettman  (WKU 35-14)
- WKU - 00:04 - 6 jeux et 62 yds en 00:44 - TD par RB Leon Allen à la suite d'une course de 1 yd + 1 pt de conversion par kicker Garrett Schwettman (WKU  42-14)

3e quart-temps :
- WKU - 08:55 - 1 jeu et 21 yds en 0:07 - TD par RB Anthony Wales à la suite d'une course de 21 yd + 1 pt de conversion par kicker Garrett Schwettman (WKU 49-14)

4e quart-temps :
- CMU  - 11:37 - 10 jeux et 80 yds en 04:42 - TD par WR Titus Davis à la suite de la réception d'une passe de 12 yds de QB Cooper Rush, Brian Eavey (CMU 21-49)
- CMU  - 08:03 - 5 jeux et 50 yds en 02:04 - TD par WR Titus Davis à la suite de la réception d'une passe de 23 yds de QB Cooper Rush, Brian Eavey (CMU 28-49)
- CMU  - 03:06 - 7 jeux et 64 yds en 03:10 - TD par WR Courtney Williams à la suite de la réception d'une passe de 10 yds de QB Cooper Rush, Brian Eavey (CMU 35-49)
- CMU  - 01:09 - 4 jeux et 55 yds en 00:51 - TD par RB Anthony Garland à la suite de la réception d'une passe de 7 yds de QB Cooper Rush, Brian Eavey (CMU 42-49)
- CMU  - 00:00 - 1 jeu et 75 yds en 00:01 - TD à la suite de la séquence d'actions suivantes Vidéo : Réception par WR Jesse Kroll d'une passe de 48 yds de QB Cooper Rush, lequel effectue une passe latérale à TE Deon Butler qui gagne 10 yds à la course, lequel effectue une passe latérale à WR Courtney Williams qui gagne 2 yds, lequel effectue une dernière passe latérale à WR Titus Davis qui après une course de 15 yds inscrit le TD. La tentative de conversion de 2 points échoue.	(CMU 48-49)

### Statistiques individuelles
| Meilleurs Joueurs du match(MVPs) | Meilleurs Joueurs du match(MVPs) | Meilleurs Joueurs du match(MVPs) | Meilleurs Joueurs du match(MVPs) |
| -------------------------------- | -------------------------------- | -------------------------------- | -------------------------------- |
|                                  | Nom                              | Équipe                           | Poste                            |
| Offensif                         | Brandon Doughty                  | WKU                              | QB                               |
| Défensif                         | Derik Overstreet                 | WKU                              | DL                               |

| Statistiques Individuelles | Statistiques Individuelles | Statistiques Individuelles              |
| -------------------------- | -------------------------- | --------------------------------------- |
| Quaterbacks                |                            |                                         |
| CMU                        | Cooper Rush                | 28/45, 1 Interception, 485 yards, 7 TDs |
| WKU                        | Brandon Doughty            | 31/42, 0 Interception, 486 yards, 5 TDs |
| Meilleurs coureurs         |                            |                                         |
| CMU                        | Martez Walker              | 9 Courses, 76 yards, 0 TD               |
| WKU                        | Anthony Wales              | 14 Courses, 95 yards, 1 TD              |
| Meilleurs receveurs        |                            |                                         |
| CMU                        | Titus Davis                | 6 réceptions, 142 yards, 4 TDs          |
| WKU                        | Willie McNeal              | 5 réceptions, 155 yards, 1 TD           |
| Meilleurs takleurs         |                            |                                         |
| CMU                        | Justin Cherocci            | 4 tackles, 6 assistes, 0 sack           |
| WKU                        | Nick Holt                  | 3 tackles, 5 assistes, 0 sack           |

| Statistiques par Équipes               | Statistiques par Équipes | Statistiques par Équipes |
| Statistiques                           | CMU                      | WKU                      |
| -------------------------------------- | ------------------------ | ------------------------ |
| 1er downs                              | 28                       | 30                       |
| Conversion de 3e Down                  | 6/12                     | 8/12                     |
| Conversion de 4e Down                  | 1/2                      | 1/1                      |
| Jeux–yards                             | 74-607                   | 74-647                   |
| Yards à la course                      | 114                      | 161                      |
| Yards à la passe                       | 493                      | 486                      |
| Passes : Réussies-Tentées-Interceptées | 28-45-1                  | 31-42-0                  |
| Réussite en zone rouge/chances         | 3/5                      | 5/7                      |
| TD                                     | 3                        | 5                        |
| Field Goals                            | 0/0                      | 0/1                      |
| Sacks (Nombre-Yards perdus)            | 0-0                      | 4-19                     |
| Fumbles (Nombre/Perdus)                | 1-0                      | 3-2                      |
| Pénalités (Nombre/Yards perdus)        | 8-77                     | 9-105                    |
| Temps de possession                    | 32:51                    | 27:09                    |